# اریک گاندینی
اریک گاندینی (ایتالیایی: Erik Gandini؛ زادهٔ ۱۴ اوت ۱۹۶۷) تهیه‌کننده فیلم، کارگردان و نویسنده سوئدی-ایتالیایی است. وی از سال ۱۹۹۴ میلادی تاکنون مشغول فعالیت بوده‌است.
از فیلم‌هایی که وی در آن‌ها نقش داشته است، می‌توان به پنداره سوئدی عشق و گیتمو: قواعد نوین جنگ اشاره نمود.